# Глубже!
«Глубже!» — российский фильм-комедия режиссёра Михаила Сегала. Фильм участвовал в программе фестиваля «Кинотавр» в сентябре 2020 года и получил специальный диплом «За юмор, гражданскую смелость и любовь к зрителю». Премьера фильма в России состоялась 22 октября 2020 года. Телевизионная премьера состоялась 19 ноября 2021 года на телеканале «Дом кино Премиум HD».

## Сюжет
Молодой театральный режиссёр Роман из-за своей требовательности к глубине проработки ролей срывает сроки выхода важного спектакля по произведениям Антона Чехова в Главном Театре Страны и оказывается без работы. Чтобы заработать на жизнь, он берётся за любую работу и однажды заменяет своего друга на подработке: режиссёром порноролика.
Роман подходит к работе очень ответственно, заставляет порноактёров Леру и Тимура действительно играть, снятый ролик имеет оглушительный успех и приносит режиссёру постоянный контракт с подпольной порностудией. Новые порноролики с Лерой и Тимуром, срежиссированные Романом, открывают миру жанр «глубокого русского порно» и приносят хозяину порностудии многомиллионные доходы, а самому Роману — мировую известность и лавры первопроходца нового жанра.
Успех молодого режиссёра замечает Президент Страны и приглашает его поправить дела на Главном Телеканале Страны, где незадачливый телеведущий Володя стремительно теряет доверие телезрителей. Роман с помощью глубокой проработки роли возвращает Володе уверенность в себе, доверие зрителей и рейтинг. Успех с Володей позволяет Министру Культуры Страны с согласия Президента назначить Романа художественным руководителем Главного Театра Страны вместо малоуспешного ретрограда, когда-то уволившего Романа. Роман с сожалением покидает порностудию и прощается со своей труппой.
Карт-бланш от руководства Страны и опыт в порно позволяют Роману переосмыслить деятельность Главного Театра Страны как высшую форму порноиндустрии и поставить раскованный спектакль, в процессе которого актёры полностью обнажаются. На премьеру приходит Президент и главы иностранных государств. Однако ещё накануне премьеры Роман начинает чувствовать, что предал собственные идеалы. Сначала он безуспешно пытается отменить премьеру, а потом всё так же безуспешно пытается сбежать из театра. Но неожиданно на помощь ему приходит труппа из порностудии. Вместо титулованных актёров в финале спектакля на сцене появляются Лера и Тимур которые, даже не думая раздеваться, отыгрывают сцену так, что своей игрой срывают овации зрителей.

## Отзывы и рейтинг
Фильм получил нейтральные и одобрительные отзывы русскоязычной критики. Авторы рецензий отметили отличную актёрскую работу Александра Паля, играющего главную роль и по сути держащего весь фильм. Некоторые критики положительно оценили точные пародийные образы как типажей, так и персоналий современной российской театральной, телевизионной и киноиндустрии, одновременно отметив, что режиссёр нигде не переходит границу доброжелательной иронии. Несмотря на провокационный сюжет, фильм получил рейтинг 16+, причём сам режиссёр сказал об исключении откровенных сцен: «В этом трюк нашего фильма: историю о приключениях съёмочной порно-группы можно смотреть всей семьёй, и никому не придётся ни краснеть, ни бледнеть».

## В ролях
| Актёр              | Роль                                                               |
| ------------------ | ------------------------------------------------------------------ |
| Александр Паль     | Роман Петрович, молодой режиссёр                                   |
| Екатерина Соколова | Ира, актриса Главного Театра, любовница Романа, худрука, Хачатряна |
| Владимир Симонов   | маститый актёр Главного театра                                     |
| Владимир Стеклов   | художественный руководитель Главного театра страны                 |
| Антон Лапенко      | Хачатрян, модный режиссёр                                          |
| Денис Васильев     | Андрей, режиссёр                                                   |
| Любовь Аксёнова    | Лера, порноактриса                                                 |
| Олег Гаас          | Тимур, порноактёр                                                  |
| Степан Девонин     | Никита, оператор порностудии                                       |
| Елена Короткова    | Лена, администратор порностудии                                    |
| Семён Трескунов    | Паша, экскурсовод и владелец порнобизнеса                          |
| Игорь Угольников   | президент страны                                                   |
| Игорь Верник       | советник по культуре / министр культуры                            |
| Станислав Кучер    | Директор Главного телеканала страны                                |
| Сергей Бурунов     | Владимир, телеведущий Главного телеканала                          |
| Сергей Аброскин    | кучер                                                              |
| Геннадий Смирнов   | актёр                                                              |
| Дагмар Миронова    | иностранный президент                                              |

## Награды
- 2020 — Специальный диплом жюри «За юмор, гражданскую смелость и любовь к зрителям» кинофестиваля Кинотавр[7].
- 2020 — Премия «Белый слон» в номинациях «Лучший сценарий» (Михаил Сегал) и «Лучшая главная мужская роль» (Александр Паль)[8].
- 2021 — Национальная кинопремия «Ника» в номинациях «Лучшая мужская роль» (Александр Паль) и «Лучшая сценарная работа» (Михаил Сегал)[9].
- 2021 — Приз зрительских симпатий Фестиваля российских фильмов «Спутник над Польшей»[10].
- 2021 — Премия «Слово» в номинации «Лучший сценарий полнометражного фильма» (Михаил Сегал)[11].